# К дикой розе
«К дикой розе» (англ. To a Wild Rose) ― первая по счету пьеса в сюите «Лесные эскизы» американского композитора Эдуарда Мак-Доуэлла, которая была завершена летом 1896 года и впервые опубликована лейпцигским издательством Breitkopf & Härtel. Композиция основана на народных мелодиях индейцев Бразертона.

## История создания
Алан Леви, музыкальный критик и биограф Мак-Доуэлла, писал:
Мэриан (жена композитора) вспоминала, как её муж регулярно записывал несколько тактов во время завтрака «в качестве упражнения», перед тем, как отправиться в свою любимую бревенчатую хижину. Обычно Мак-Доуэлл выбрасывал такие фрагменты, и в одно прекрасное утро он, как обычно, скомкал лист с нотами и бросил его в камин. Однако случилось так, что он промахнулся мимо цели, и Мэриан, вместо того, чтобы сразу выбросить бумагу, подняла её, разгладила и просмотрела. Она сыграла набросок композитора на фортепиано и решила сохранить его. Когда Эдуард вернулся из хижины, Мэриан показала композицию своему мужу и сказала: «Это очаровательная мелодия». Эдуард взглянул на пьесу заново и согласился: «Это неплохое и очень простое произведение. Оно заставляет меня думать о диких розах возле хижины».
Любовь композитора к розам была велика; когда он умер, его похоронили под валуном, вокруг которого росло множество роз.

## Музыка
Пьеса начинается с простого мотива в тональности ля мажор, сопровождающегося аккордами и выдержанными звуками. В кульминационный момент мелодия движется по звукам доминантового нонаккорда. Пьеса завершается ломбардским ритмом. Профессор музыки Мичиганского университета Ричард Кроуфорд высказал мнение, что гармония произведения «спасает его от безвкусицы».
Темп пьесы ―  = 88, характер ― «с простой нежностью» (англ. with simple tenderness).

## Аранжировки
Существует множество аранжировок данной пьесы ― например, композитор Герман Хагедорн переложил её для двух сопрано, альта и фортепиано. Алан Леви заявил, что произведение лучше всего исполнять детям, поскольку они не станут сильно его приукрашивать, а сыграют довольно просто.

## В культуре
Пьеса «К дикой розе» звучит в фильме 1941 года «Грошовая серенада». На мелодии этого произведения основана песня «Am I Ready», написанная Роем К. Беннеттом и Сидом Теппером и записанная Элвисом Пресли в 1966 году в качестве саундтрека к фильму «Выходные в Калифорнии».